# Qualificazioni all'AFF Cup 2008
Le qualificazioni all'AFF Cup 2008 si tennero a Phnom Penh, in Cambogia, dal 17 al 25 ottobre 2008. 

## Qualificazioni
| Data            | Luogo      | Squadra 1 | Risultato | Squadra 2 |
| --------------- | ---------- | --------- | --------- | --------- |
| 17 ottobre 2008 | Phnom Penh | Filippine | 1 - 0     | Timor Est |
| 17 ottobre 2008 | Phnom Penh | Cambogia  | 3 - 2     | Laos      |
| 19 ottobre 2008 | Phnom Penh | Timor Est | 2 - 2     | Cambogia  |
| 19 ottobre 2008 | Phnom Penh | Brunei    | 1 - 1     | Filippine |
| 21 ottobre 2008 | Phnom Penh | Filippine | 1 - 2     | Laos      |
| 21 ottobre 2008 | Phnom Penh | Timor Est | 1 - 4     | Brunei    |
| 23 ottobre 2008 | Phnom Penh | Laos      | 3 - 2     | Brunei    |
| 23 ottobre 2008 | Phnom Penh | Cambogia  | 2 - 3     | Filippine |
| 25 ottobre 2008 | Phnom Penh | Brunei    | 1 - 2     | Cambogia  |
| 25 ottobre 2008 | Phnom Penh | Laos      | 2 - 1     | Timor Est |

| squadra   | P.ti | G | V | N | P | GF | GS | DR |
| --------- | ---- | - | - | - | - | -- | -- | -- |
| Laos      | 9    | 4 | 3 | 0 | 1 | 9  | 7  | +2 |
| Cambogia  | 7    | 4 | 2 | 1 | 1 | 9  | 8  | +1 |
| Filippine | 7    | 4 | 2 | 1 | 1 | 6  | 5  | +1 |
| Brunei    | 4    | 4 | 1 | 1 | 2 | 8  | 7  | +1 |
| Timor Est | 1    | 4 | 0 | 1 | 3 | 4  | 9  | -5 |

## Marcatori
4 gol
- Sam El Nasa

3 gol
- Mohd Shahrazen Said
- Khim Borey
- Visay Phapvounin

2 gol
- Hardi Bujang
- Sun Sovannarith
- Alexander Borromeo
- Chad Gould
- Phayvanh Lounglath
- Lamnao Singtao

1 gol
- Mohd Azwan Saleh
- Sallehuddin Damit
- Mohd Abu Bakar Mahari
- Chandalaphone Liemvisay
- Saynakhonevieng Phommapanya
- Ian Araneta
- Christopher Greatwich
- Rosito Sores
- José João Perreira
- Anggisu Barbosa
- Alfredo Esteves